# Carlos Ortiz (pugile)
Carlos Ortiz (Ponce, 9 settembre 1936 – New York, 13 giugno 2022) è stato un pugile portoricano.
Fu campione mondiale dei pesi welter junior dal 1959 al 1960 e dei pesi leggeri dal 1962 al 1965 e dal 1965 al 1968.

## La carriera

Carlos Ortiz cede la corona mondiale dei welter junior a Duilio Loi (Milano, 1960).

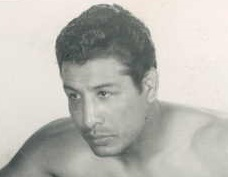
Carlos Ortíz

Professionista dal 1955. Conquistò il primo titolo mondiale nei pesi welter junior, allora vacante, il 12 giugno 1959, a ventitré anni, battendo lo statunitense Kenny Lane, al Madison Square Garden di New York, per Kot alla seconda ripresa.
Mise poi in palio il titolo mondiale contro Duilio Loi, all'epoca campione europeo dei pesi welter. Il 15 giugno 1960, sul ring del Cow Palace di Daly City, nei pressi di San Francisco, il triestino fu costretto ad arrendersi con verdetto non unanime. Ortiz, tuttavia, offrì la rivincita al suo avversario e accettò di battersi su un ring italiano.
Il 1º settembre 1960, a Milano, di fronte al pubblico di uno stracolmo Stadio San Siro, Ortiz fu costretto a cedere all'italiano la cintura mondiale dei pesi welter junior.
Anche la vittoria di Loi, tuttavia, non era stata unanime, in quanto un giudice statunitense si era pronunciato per il pari. Il portoricano riuscì quindi a ottenere facilmente l'organizzazione di un terzo incontro che si disputò nuovamente a San Siro, il 10 maggio 1961. In tale occasione, il verdetto ai punti fu unanime e l'italiano mantenne il titolo riuscendo anche ad atterrare Ortiz alla sesta ripresa.
La sconfitta, tuttavia, non interruppe la brillante carriera del portoricano che, nemmeno un anno dopo, affrontò l'italiano Paolo Rosi, al Madison Square Garden di New York, nella semifinale per il titolo mondiale dei pesi leggeri. Ortiz si aggiudicò la vittoria ai punti in dieci riprese, pur essendo finito al tappeto al 9º round sino al conto di otto.
Il portoricano conquistò il titolo mondiale dei leggeri WBA il 21 aprile 1962 al primo tentativo battendo Joe Brown, che era stato eletto Fighter of the year (pugile dell'anno) dalla rivista statunitense Ring Magazine nel 1961. Lo difese vittoriosamente al Ryōgoku Kokugikan di Tokyo, mettendo KO al quinto round il giapponese Teruo Kosaka.
Ortiz riunificò il titolo mondiale (WBA e WBC) battendo il cubano Doug Vaillant per Kot alla tredicesima ripresa. Respinse l'attacco al suo titolo da parte del campione del mondo dei pesi superpiuma Flash Elorde, battendolo per Kot alla quattordicesima ripresa nel ring di Manila a lui non favorevole.
Dopo un'altra vittoriosa difesa perse temporaneamente la cintura nel 1965 a Panama da Ismael Laguna, per poi riconquistarla sette mesi più tardi nella rivincita combattuta a San Juan. Subito dopo concesse il pari a Nicolino Locche, in un incontro sulle 10 riprese, nella categoria superiore, al Luna Park di Buenos Aires.
Difese ancora vittoriosamente il titolo a Pittsburgh contro Johnny Bizzarro; due volte contro il cubano ex campione del mondo dei pesi piuma Sugar Ramos, sconfiggendolo prima del limite sia a Città del Messico che a San Juan; nuovamente contro Flash Elorde (KO al quattordicesimo round al Madison Square Garden di New York) e contro Ismael Laguna (netta vittoria ai punti allo Shea Stadium). La sesta ripresa fu del suo primo incontro con Sugar Ramos fu premiata come "Round of the year" per il 1966 dalla rivista specializzata Ring Magazine.
Ortiz perse il titolo ai punti il 29 giugno 1968 a Santo Domingo, contro il pugile locale Carlos Teo Cruz, con verdetto non unanime, all'età di trentadue anni.
Combatté per l'ultima volta nel 1972, sconfitto per l'unica volta in carriera prima del limite dall'ex campione del mondo Ken Buchanan, per abbandono al 6º round.
La International Boxing Hall of Fame lo ha riconosciuto fra i più grandi pugili di ogni tempo. Nel 2001 la rivista The Ring lo ha collocato al 7º posto in una propria classifica dei migliori pesi leggeri della storia del pugilato. Nel 2002 la medesima rivista lo ha inserito al 60º posto in una propria classifica degli 80 migliori pugili degli ultimi 80 anni.